# أندرياس بييلاند
أندرياس بييلاند (بالدنماركية: Andreas Bjelland) (مواليد 11 يوليو 1988 في الدنمارك) لاعب كرة قدم دنماركي يجيد اللعب في مركز قلب الدفاع ويلعب حاليا في نادي تفينتي الهولندي منذ 2012.

## روابط خارجية
- أندرياس بييلاند على موقع الاتحاد الدولي (مؤرشف)  (الإنجليزية)
- أندرياس بييلاند على موقع الاتحاد الأوربي (الإنجليزية)
- أندرياس بييلاند على موقع قاعدة بيانات كرة القدم.إي يو (الإنجليزية)
- أندرياس بييلاند على موقع ناشيونال فوتبول تيمز (الإنجليزية)
- أندرياس بييلاند على موقع Soccerbase.com (لاعب) (الإنجليزية)
- أندرياس بييلاند على موقع Soccerway.com (الإنجليزية)
- أندرياس بييلاند على موقع عالم كرة القدم.نت (الإنجليزية)